# Italochrysa serrata
Italochrysa serrata is een insect uit de familie van de gaasvliegen (Chrysopidae), die tot de orde netvleugeligen (Neuroptera) behoort. 
Italochrysa serrata is voor het eerst wetenschappelijk beschreven door Tjeder in 1966.